# یواس‌اس دلفین (پی‌جی-۲۴)
یواس‌اس دلفین (پی‌جی-۲۴) (به انگلیسی: USS Dolphin (PG-24)) یک کشتی بود که طول آن ۲۵۶ فوت ۶ اینچ (۷۸٫۱۸ متر) بود. این کشتی در سال ۱۸۸۴ ساخته شد.